# Leucoma
Leucoma là một chi bướm đêm thuộc họ Erebidae.

## Các loài
- Leucoma salicis  (Linnaeus, 1758)
- Leucoma wiltshirei Collenette, 1938
- Leucoma flavosulphurea Erschoff, 1872
- Leucoma sartus  (Erschoff, 1874)
- Leucoma surtur  (A. Bang-Haas, 1912)
- Leucoma ochropoda  (Eversmann, 1847)
- Leucoma subargentea Felder, 1861
- Leucoma sericea  (Moore, 1879)
- Leucoma ochripes  (Moore, 1879)
- Leucoma impressa Snellen, 1877
- Leucoma bicolorata Holloway, 1999
- Leucoma cygna  (Moore, 1877)
- Leucoma cryptadia Collenette, 1938
- Leucoma chrysoscela  (Collenette, 1934)
- Leucoma melanoscela  (Collenette, 1934)
- Leucoma parallela  (Collenette, 1934)
- Leucoma niveata  (Walker, 1865)
- Leucoma nitida Swinhoe, 1903
- Leucoma albina Plötz, 1880
- Leucoma parva Plötz, 1889
- Leucoma purissima  (Hering, 1926)
- Leucoma dicella Collenette, 1960
- Leucoma lirioessa Collenette, 1960
- Leucoma dexitera Collenette, 1960
- Leucoma euphrix Collenette, 1960
- Leucoma aneuphrix Collenette, 1960
- Leucoma aristera Collenette, 1960
- Leucoma atripalpia  (Hampson, 1910)
- Leucoma flavifrons  (Hampson, 1910)
- Leucoma sevastopuloi Collenette, 1955
- Leucoma fletcheri Collenette, 1958
- Leucoma lechrisemata  Collenette, 1959
- Leucoma luteipes  (Walker, 1855)
- Leucoma ogovensis  (Holland, 1893)
- Leucoma xanthosoma  (Holland, 1893)
- Leucoma xanthocephala  (Hering, 1926)